# Curtara rugara
Curtara rugara är en insektsart som beskrevs av Delong och Freytag 1976. Curtara rugara ingår i släktet Curtara och familjen dvärgstritar. Inga underarter finns listade i Catalogue of Life.